# Sabrina Goleš
Sabrina Goleš (Stari Mikanovci, 3. lipnja 1965.), hrvatska tenisačica.
Bila je prvakinja Jugoslavije u svim kategorijama, a 1983. i treća juniorka na svijetu.
1984. osvojila je srebrnu medalju na olimpijskim igrama u Los Angelesu - tenis je bio demonstracijski sport - gdje je u finalu izgubila od S. Graf. Iste godine dospjela je u finale Fed Cupa, te bila 27. na WTA ljestvici. Bila je prva izbornica hrvatske Fed Cup reprezentacije od 1992. – 1994.